# Gastrancistrus bengalicus
Gastrancistrus bengalicus är en stekelart som beskrevs av T.C. Narendran 2001. Gastrancistrus bengalicus ingår i släktet Gastrancistrus och familjen puppglanssteklar. Inga underarter finns listade i Catalogue of Life.